# Mistrovství světa v orientačním běhu 2001
19. Mistrovství světa v orientačním běhu proběhlo ve Finsku s centrem ve městě Tampere a termínu 29. červenec až 4. srpen 2001. V mužích startovalo 168 (49 sprint + 60 middle + 59 long) závodníků a v ženách 149 (29 sprint + 60 middle + 60 long) závodnic. Ve štafetách 29 mužských čtyřčlenných a 19 ženských čtyřčlenných štafet. Běželo se na mapách s názvy Kauppi Tampere, Vattula 2 Tampere, Teisko Tampere a Vattula Tampere. Českou republiku reprezentovali: Radek Novotný, Michal Jedlička, Michal Horáček, Rudolf Ropek, Vladimír Lučan, Bohdana Térová, Eva Juřeniková, Zdenka Stará, Zuzana Macúchová a Vendula Klechová.

## Výsledky – sprint
| Muži | Muži | Muži | Muži | Muži | Ženy                                                                                   | Ženy                                                                                   | Ženy                                                                                   | Ženy                                                                                   | Ženy                                                                                   |
| --- | --- | --- | --- | --- | -------------------------------------------------------------------------------------- | -------------------------------------------------------------------------------------- | -------------------------------------------------------------------------------------- | -------------------------------------------------------------------------------------- | -------------------------------------------------------------------------------------- |
| - Traťové parametry: 2,6 km, 12 kontrol, 60m převýšení. - Mapa: Kauppi 1:4 000 E 2,5 m[nedostupný zdroj] | - Traťové parametry: 2,6 km, 12 kontrol, 60m převýšení. - Mapa: Kauppi 1:4 000 E 2,5 m[nedostupný zdroj] | - Traťové parametry: 2,6 km, 12 kontrol, 60m převýšení. - Mapa: Kauppi 1:4 000 E 2,5 m[nedostupný zdroj] | - Traťové parametry: 2,6 km, 12 kontrol, 60m převýšení. - Mapa: Kauppi 1:4 000 E 2,5 m[nedostupný zdroj] | - Traťové parametry: 2,6 km, 12 kontrol, 60m převýšení. - Mapa: Kauppi 1:4 000 E 2,5 m[nedostupný zdroj] | - Traťové parametry: 2,2 km, 10 kontrol, 40m převýšení. - Mapa: Kauppi 1:4 000 E 2,5 m | - Traťové parametry: 2,2 km, 10 kontrol, 40m převýšení. - Mapa: Kauppi 1:4 000 E 2,5 m | - Traťové parametry: 2,2 km, 10 kontrol, 40m převýšení. - Mapa: Kauppi 1:4 000 E 2,5 m | - Traťové parametry: 2,2 km, 10 kontrol, 40m převýšení. - Mapa: Kauppi 1:4 000 E 2,5 m | - Traťové parametry: 2,2 km, 10 kontrol, 40m převýšení. - Mapa: Kauppi 1:4 000 E 2,5 m |
| Umístění                                                                                                 | Země | Jméno | Čas | Ztráta                                                                                                   | Umístění                                                                               | Země                                                                                   | Jméno                                                                                  | Čas                                                                                    | Ztráta                                                                                 |
| | Švédsko                                                                                                  | Jimmy Birklin                                                                                            | 0:10:56                                                                                                  | |                                                                                        | Švýcarsko                                                                              | Vroni König-Salmiová                                                                   | 0:10:55                                                                                |                                                                                        |
| | Finsko                                                                                                   | Pasi Ikonen                                                                                              | 0:11:06                                                                                                  | + 0:00:10                                                                                                |                                                                                        | Finsko                                                                                 | Johanna Asklöfová                                                                      | 0:11:00                                                                                | + 0:00:06                                                                              |
| | Švédsko                                                                                                  | Jörgen Olsson                                                                                            | 0:11:10                                                                                                  | + 0:00:14                                                                                                |                                                                                        | Švýcarsko                                                                              | Simone Luderová                                                                        | 0:11:02                                                                                | + 0:00:07                                                                              |
| 9. | Česko | Rudolf Ropek                                                                                             | 0:11:28                                                                                                  | + 0:00:32                                                                                                | 14.                                                                                    | Česko                                                                                  | Zuzana Macúchová                                                                       | 0:11:55                                                                                | + 0:01:00                                                                              |
| 23. | Česko | Vladimír Lučan                                                                                           | 0:12:07                                                                                                  | + 0:01:11                                                                                                | 36.                                                                                    | Česko                                                                                  | Bohdana Térová                                                                         | 0:14:42                                                                                | + 0:03:48                                                                              |

## Výsledky Krátká trať (Middle)
| Muži | Muži | Muži | Muži | Muži | Ženy                                                                                      | Ženy                                                                                      | Ženy                                                                                      | Ženy                                                                                      | Ženy                                                                                      |
| --- | --- | --- | --- | --- | ----------------------------------------------------------------------------------------- | ----------------------------------------------------------------------------------------- | ----------------------------------------------------------------------------------------- | ----------------------------------------------------------------------------------------- | ----------------------------------------------------------------------------------------- |
| - Traťové parametry: 4,1 km, 15 kontrol, 170m převýšení. - Mapa: Vattula 2 1:10 000 E 5 m[nedostupný zdroj] | - Traťové parametry: 4,1 km, 15 kontrol, 170m převýšení. - Mapa: Vattula 2 1:10 000 E 5 m[nedostupný zdroj] | - Traťové parametry: 4,1 km, 15 kontrol, 170m převýšení. - Mapa: Vattula 2 1:10 000 E 5 m[nedostupný zdroj] | - Traťové parametry: 4,1 km, 15 kontrol, 170m převýšení. - Mapa: Vattula 2 1:10 000 E 5 m[nedostupný zdroj] | - Traťové parametry: 4,1 km, 15 kontrol, 170m převýšení. - Mapa: Vattula 2 1:10 000 E 5 m[nedostupný zdroj] | - Traťové parametry: 3,6 km, 11 kontrol, 250m převýšení. - Mapa: Vattula 2 1:10 000 E 5 m | - Traťové parametry: 3,6 km, 11 kontrol, 250m převýšení. - Mapa: Vattula 2 1:10 000 E 5 m | - Traťové parametry: 3,6 km, 11 kontrol, 250m převýšení. - Mapa: Vattula 2 1:10 000 E 5 m | - Traťové parametry: 3,6 km, 11 kontrol, 250m převýšení. - Mapa: Vattula 2 1:10 000 E 5 m | - Traťové parametry: 3,6 km, 11 kontrol, 250m převýšení. - Mapa: Vattula 2 1:10 000 E 5 m |
| Umístění | Země | Jméno | Čas | Ztráta | Umístění                                                                                  | Země                                                                                      | Jméno                                                                                     | Čas                                                                                       | Ztráta                                                                                    |
| | Finsko | Pasi Ikonen                                                                                                 | 0:23:41 | |                                                                                           | Norsko                                                                                    | Hanne Staffová                                                                            | 0:25:41                                                                                   |                                                                                           |
| | Norsko | Tore Sandvik                                                                                                | 0:24:02 | + 0:00:21                                                                                                   |                                                                                           | Švédsko                                                                                   | Jenny Johanssonová                                                                        | 0:25:54                                                                                   | + 0:00:13                                                                                 |
| | Norsko | Jörgen Rostrup                                                                                              | 0:24:15 | + 0:00:34                                                                                                   |                                                                                           | Švédsko                                                                                   | Gunilla Svärdová                                                                          | 0:25:58                                                                                   | + 0:00:17                                                                                 |
| 18. | Česko | Vladimír Lučan                                                                                              | 0:26:30 | + 0:02:49                                                                                                   | 15.                                                                                       | Česko                                                                                     | Eva Juřeníková                                                                            | 0:28:07                                                                                   | + 0:02:26                                                                                 |
| 32. | Česko | Rudolf Ropek                                                                                                | 0:28:53 | + 0:05:12                                                                                                   | 25.                                                                                       | Česko                                                                                     | Zuzana Macúchová                                                                          | 0:29:53                                                                                   | + 0:04:12                                                                                 |
| 33. | Česko | Michal Jedlička                                                                                             | 0:28:54 | + 0:05:13                                                                                                   | 38.                                                                                       | Česko                                                                                     | Vendula Klechová                                                                          | 0:31:57                                                                                   | + 0:06:16                                                                                 |

## Výsledky – klasická trať (Long)
| Muži                                                                                    | Muži                                                                                    | Muži                                                                                    | Muži                                                                                    | Muži                                                                                    | Ženy                                                                                   | Ženy                                                                                   | Ženy                                                                                   | Ženy                                                                                   | Ženy                                                                                   |
| --------------------------------------------------------------------------------------- | --------------------------------------------------------------------------------------- | --------------------------------------------------------------------------------------- | --------------------------------------------------------------------------------------- | --------------------------------------------------------------------------------------- | -------------------------------------------------------------------------------------- | -------------------------------------------------------------------------------------- | -------------------------------------------------------------------------------------- | -------------------------------------------------------------------------------------- | -------------------------------------------------------------------------------------- |
| - Traťové parametry: 14,4 km, 26 kontrol, 500m převýšení. - Mapa: Taisko 1:15 000 E 5 m | - Traťové parametry: 14,4 km, 26 kontrol, 500m převýšení. - Mapa: Taisko 1:15 000 E 5 m | - Traťové parametry: 14,4 km, 26 kontrol, 500m převýšení. - Mapa: Taisko 1:15 000 E 5 m | - Traťové parametry: 14,4 km, 26 kontrol, 500m převýšení. - Mapa: Taisko 1:15 000 E 5 m | - Traťové parametry: 14,4 km, 26 kontrol, 500m převýšení. - Mapa: Taisko 1:15 000 E 5 m | - Traťové parametry: 9,8 km, 17 kontrol, 390m převýšení. - Mapa: Taisko 1:15 000 E 5 m | - Traťové parametry: 9,8 km, 17 kontrol, 390m převýšení. - Mapa: Taisko 1:15 000 E 5 m | - Traťové parametry: 9,8 km, 17 kontrol, 390m převýšení. - Mapa: Taisko 1:15 000 E 5 m | - Traťové parametry: 9,8 km, 17 kontrol, 390m převýšení. - Mapa: Taisko 1:15 000 E 5 m | - Traťové parametry: 9,8 km, 17 kontrol, 390m převýšení. - Mapa: Taisko 1:15 000 E 5 m |
| Umístění                                                                                | Země                                                                                    | Jméno                                                                                   | Čas                                                                                     | Ztráta                                                                                  | Umístění                                                                               | Země                                                                                   | Jméno                                                                                  | Čas                                                                                    | Ztráta                                                                                 |
|                                                                                         | Norsko                                                                                  | Jörgen Rostrup                                                                          | 1:29:43                                                                                 |                                                                                         |                                                                                        | Švýcarsko                                                                              | Simone Luderová                                                                        | 1:14:57                                                                                |                                                                                        |
|                                                                                         | Finsko                                                                                  | Jani Lakanen                                                                            | 1:30:17                                                                                 | + 0:00:34                                                                               |                                                                                        | Finsko                                                                                 | Marika Mikkolaová                                                                      | 1:15:00                                                                                | + 0:00:03                                                                              |
|                                                                                         | Norsko                                                                                  | Carl Henrik Björseth                                                                    | 1:31:58                                                                                 | + 0:02:15                                                                               |                                                                                        | Finsko                                                                                 | Reeta Kolkkalaová                                                                      | 1:15:43                                                                                | + 0:00:46                                                                              |
| 22.                                                                                     | Česko                                                                                   | Michal Jedlička                                                                         | 1:40:15                                                                                 | + 0:10:32                                                                               | 24.                                                                                    | Česko                                                                                  | Eva Juřeníková                                                                         | 1:26:35                                                                                | + 0:11:38                                                                              |
| 23.                                                                                     | Česko                                                                                   | Michal Horáček                                                                          | 1:40:27                                                                                 | + 0:10:44                                                                               | 46.                                                                                    | Česko                                                                                  | Zuzana Macúchová                                                                       | 1:35:29                                                                                | + 0:20:32                                                                              |
| 29.                                                                                     | Česko                                                                                   | Vladimír Lučan                                                                          | 1:45:03                                                                                 | + 0:15:20                                                                               | 48.                                                                                    | Česko                                                                                  | Zdenka Stará                                                                           | 1:36:53                                                                                | + 0:21:56                                                                              |
| 35.                                                                                     | Česko                                                                                   | Radek Novotný                                                                           | 1:46:36                                                                                 | + 0:16:53                                                                               | 55.                                                                                    | Česko                                                                                  | Vendula Klechová                                                                       | 1:40:58                                                                                | + 0:26:01                                                                              |

## Výsledky štafetového závodu
| Muži                                             | Muži                                             | Muži                                                                | Muži                                             | Muži                                             | Ženy                           | Ženy                           | Ženy                                                                         | Ženy                           | Ženy                           |
| ------------------------------------------------ | ------------------------------------------------ | ------------------------------------------------------------------- | ------------------------------------------------ | ------------------------------------------------ | ------------------------------ | ------------------------------ | ---------------------------------------------------------------------------- | ------------------------------ | ------------------------------ |
| - Mapa: Vattula 1:15 000 E 5 m[nedostupný zdroj] | - Mapa: Vattula 1:15 000 E 5 m[nedostupný zdroj] | - Mapa: Vattula 1:15 000 E 5 m[nedostupný zdroj]                    | - Mapa: Vattula 1:15 000 E 5 m[nedostupný zdroj] | - Mapa: Vattula 1:15 000 E 5 m[nedostupný zdroj] | - Mapa: Vattula 1:15 000 E 5 m | - Mapa: Vattula 1:15 000 E 5 m | - Mapa: Vattula 1:15 000 E 5 m                                               | - Mapa: Vattula 1:15 000 E 5 m | - Mapa: Vattula 1:15 000 E 5 m |
| Umístění                                         | Země                                             | Jméno                                                               | Čas                                              | Ztráta                                           | Umístění                       | Země                           | Jméno                                                                        | Čas                            | Ztráta                         |
|                                                  | Finsko                                           | Jani Lakanen Jarkko Huovila Juha Peltola Janne Salmi                | 2:48:53                                          |                                                  |                                | Finsko                         | Reeta Kolkkalaová Liisa Anttilaová Marika Mikkolaová Johanna Asklöfová       | 2:27:01                        |                                |
|                                                  | Norsko                                           | Bernt Björnsgaard Carl Henrik Björseth Tore Sandvik Björnar Valstad | 2:50:59                                          | + 0:02:06                                        |                                | Švédsko                        | Katarina Allbergová Jenny Johanssonová Cecilia Nilssonová Gunilla Svärdová   | 2:41:00                        | + 0:13:59                      |
|                                                  | Česko                                            | Michal Horáček Michal Jedlička Radek Novotný Rudolf Ropek           | 2:52:25                                          | + 0:03:32                                        |                                | Norsko                         | Birgitte Husebyeová Linda Antonsenová Ingvaldsen Elisabethová Hanne Staffová | 2:41:00                        | + 0:13:59                      |
|                                                  |                                                  |                                                                     |                                                  |                                                  | 7.                             | Česko                          | Bohdana Térová Eva Juřeníková Zdenka Stará Zuzana Macúchová                  | 2:52:48                        | + 0:25:47                      |

## Medailová klasifikace podle zemí
| Medailová klasifikace podle zemí | Medailová klasifikace podle zemí | Medailová klasifikace podle zemí | Medailová klasifikace podle zemí | Medailová klasifikace podle zemí | Medailová klasifikace podle zemí |
| Umístění                         | Země                             | Zlato                            | Stříbro                          | Bronz                            | Součet                           |
| -------------------------------- | -------------------------------- | -------------------------------- | -------------------------------- | -------------------------------- | -------------------------------- |
|                                  | Finsko                           | 3                                | 4                                | 1                                | 8                                |
|                                  | Norsko                           | 2                                | 2                                | 3                                | 7                                |
|                                  | Švýcarsko                        | 2                                | -                                | 1                                | 3                                |
| 4.                               | Švédsko                          | 1                                | 2                                | 2                                | 5                                |
| 5.                               | Česko                            | -                                | -                                | 1                                | 1                                |